# Varg Vikernes
Varg Vikernes (Kristian Larssøn Vikernes; n. 11 februarie 1973, Bergen, Norvegia) este un muzician și scriitor norgevian, fondatorul și singurul membru al formației norvegiene de black metal, Burzum. De asemenea, este un reprezentant al extremismului de dreapta și al neo-păgânismului.
În 1994, Vikernes a fost condamnat la 21 de ani de închisoare pentru uciderea lui Euronymous (chitaristul formației Mayhem) și incendierea a patru biserici. În anul 2009 a fost eliberat din detenție.

## Biografie

### Copilăria și adolescența (1973 - 1993)
Într-un interviu publicat în 2004, Varg vorbește despre familia lui:
"Tatăl meu este inginer electronist și lucrează ca șef al securității la o firmă, fratele meu este inginer constructor licențiat și lucrează în administrația unei firme de pază și protecție, iar mama mea are o educație complexă și agasantă (așa că nu o voi spune aici) și lucrează la o mare companie petrolieră."
În interviul acordat lui Michael Moynihan, autorul cărții Lords of Chaos, Varg oferă detalii despre membrii familiei sale; interviul a fost luat în 1995, iar cartea a fost publicată în 1998. Despre mama lui, Lene Bore, Varg spune că "ar putea la fel de bine să îmi fie prietenă așa cum îmi e mamă". Mai spune că "e materialistă, dar acesta e singurul lucru negativ pe care îl pot spune despre ea. Partea pozitivă e că e eficientă și pot avea încredere deplină în ea". De asemenea, el menționează și faptul că "mamei mele îi era teamă că voi veni acasă cu o fată neagră". Despre tatăl lui, Varg spune că "era în Marină. Am fost crescuți foarte ordonat; a fost un lucru bun". Totuși îl consideră un ipocrit pentru că "aveam acasă un steag cu o svastică și era isteric din cauza asta. Era nervos pe toate persoanele de altă rasă pe care le vedea în oraș, dar era îngrijorat că eu sunt nazist". Despre fratele lui, Varg spune că "e mai mare cu un an și jumătate. Studiază la o școală tehnică și lucrează ca gardian". În prezent părinții lui Varg sunt divorțați. Tatăl lui "a plecat acum 10 ani", adică în 1985 când el avea 12 ani.
În același interviu Varg amintește despre o întâmplare din copilărie. Când avea 6 ani familia s-a mutat în Bagdad, Irak timp de un an pentru că "tatăl meu lucra pentru Saddam Hussein". Din cauza faptului că toate școlile cu predare în limba engleză din Bagdad erau pline, Varg și fratele lui au mers la o școală obișnuită. Aici Varg a devenit conștient de aspectele rasiale: "m-am certat cu profesorul și i-am spus că e o maimuță. În mod normal profesorul m-ar fi lovit, dar nu a făcut asta pentru că eram alb". În Lords of Chaos e publicat și un interviu cu Lene Bore, mama lui Varg; și ea își amintește despre această perioadă și spune că "s-ar putea ca aici să fi început antipatia lui Varg pentru unii oameni. A avut parte de un tratament foarte diferit față de restul. Ceilalți copii din clasă erau pălmuiți de profesori; el nu era".
Varg afirmă faptul că "eram un skinhead când aveam 15 sau 16 ani", cu toate că "nu erau skinheads în Bergen". Mai adaugă și faptul că "îi uram pe englezi și pe americani", în schimb "ne plăcea de germani pentru că întotdeauna aveau arme mai bune și arătau mai bine, aveau disciplină. Erau ca și vikingii". Menționează și că "ne preocupau armele. Marea noastră speranță era să fim invadați de americani ca să îi putem împușca". De asemenea specifică domeniile care îl interesau în ordine cronologică: "în '91 mă interesa ocultismul, în '92 satanismul, în '93 mitologia și tot așa, în valuri".
În 1993, Vikernes și-a schimbat în mod oficial prenumele din Kristian în Varg. Pe norvegiană Kristian înseamnă creștin, iar Varg înseamnă lup. Termenii warg (în limba germană) și vargr (în limba nordică veche) erau folosiți în unele texte legislative din partea nordică a Europei pentru a-i descrie pe cei care comiteau diverse infracțiuni; în funcție de context acești termeni puteau însemna criminal, proscris, răufăcător, hoț sau chiar diavol. De asemenea și-a adăugat prenumele Qisling; el spune că acest nume provine de la Susanne Malene Qisling, o străbunică de-a lui, însă alții susțin că alegerea acestui nume a fost inspirată de colaboraționistul norvegian Vidkun Quisling.

### Uciderea luiEuronymous
Circumstanțele privind motivele crimei nu sunt clare, dar au fost atribuite luptei pentru putere dintre Vikernes și Euronymous. De asemenea Vikernes vorbește despre o dispută financiară legată de o sumă de bani pe care acesta i-a împrumutat-o lui Euronymous; banii au fost folosiți pentru lansarea albumului de debut Burzum prin casa de discuri a lui Euronymous, Deathlike Silence Productions. Vikernes susține faptul că, deși a vândut toate albumele produse, Euronymous nu i-a înapoiat banii, dar subliniază că acest lucru nu ar fi constituit motivul crimei. Vikernes a declarat că Euronymous plănuia să-l ucidă și astfel crima a fost înfăptuită ca o formă de autoapărare.   
În 10 august 1993, Vikernes îl ucide pe Euronymous. Vikernes împreună cu Snorre "Blackthorn" Ruch au mers acasă la Euronymous; între Vikernes și Euronymous s-a produs o altercație în urma căreia Vikernes l-a înjunghiat și ucis pe Euronymous. Trupul lui Euronymous a fost găsit în afara apartamentului acestuia cu 23 de plăgi înjunghiate - 2 la cap, 5 la gât și 16 la spate. Vikernes a afirmat faptul că majoritatea rănilor au fost provocate atunci când Euronymous, în timpul confruntării, a căzut pe niște cioburi de sticlă de la o veioză spartă.
Vikernes a fost arestat 10 zile mai târziu. Poliția a găsit 150 kg de dinamită în pivnița locuinței lui Vikernes. Acesta a fost acuzat că, împreună cu câțiva prieteni, intenționa să distrugă catedrala Nidaros din Trondheim cu ajutorul dinamitei. S-a speculat și că Vikernes urma să folosească dinamita pentru a distruge Blitz House din Oslo, locul unde se adunau activiștii socialiști, comuniști și anarhiști.
Procesul a început în mai 1994. Vikernes a fost găsit vinovat de omor cu premeditare, incendierea a patru biserici și furt și posesie de explozibil. A fost acuzat și de incendierea unei a cincea biserici și de profanare de morminte, dar aceste acuzații nu au fost demonstrate. A fost condamnat la 21 de ani de închisoare, pedeapsa maximă în Norvegia. În momentul citirii sentinței Vikernes a zâmbit, această imagine fiind ulterior mult vehiculată în mass-media. Blackthorn a fost de asemenea condamnat la 8 ani de închisoare sub acuzația de complice la crimă.

### Detenția (1994 - 2009)
În octombrie 2003, Vikernes nu s-a întors la penitenciarul din Tønsberg din permisia care îi fusese acordată. Poliția l-a prins două zile mai târziu într-o mașină furată, îmbrăcat în haine de camuflaj; în mașină au fost găsite o pușcă automată AG3, câteva cuțite, o mască de gaze, un GPS și câteva hărți. Avocatul lui Vikernes a declarat faptul că acesta intenționa să se înroleze în Legiunea străină. În urma acestui incident lui Vikernes i s-au adăugat încă 13 luni de închisoare și a fost mutat la penitenciarul de maximă siguranță din Trondheim. Ulterior a fost mutat din nou, de data aceasta la penitenciarul din Tromsø.  
În iunie 2006, după 12 ani de detenție, Vikernes a aplicat pentru eliberare condiționată, dar cererea i-a fost respinsă pe motivul modificării legislației. În 1994, când Vikernes a fost condamnat la 21 de ani de închisoare, legea îi permitea să fie eliberat după 12 ani pentru bună purtare. Însă în 2002 legea a fost modificată, perioada de 12 ani fiind mărită la 14 ani. Legea, având aplicabilitate retroactivă, a adăugat 2 ani la sentința inițială.
În iunie 2008, Vikernes a aplicat din nou pentru eliberare condiționată, dar și de data aceasta cererea i-a fost respinsă. Totuși i-au fost acordate scurte permisii pentru a-și vizita familia. În 24 mai 2009, Vikernes a fost eliberat condiționat cu obligația de a se prezenta la poliție periodic.

### Viața după închisoare (2009 - prezent)
Într-un interviu din 2004, Vikernes spune că nu a fost căsătorit niciodată; în alt interviu luat 4 ani mai târziu, în 2008, spune că de abia așteaptă să fie împreună cu soția lui și cei doi copii ai lui, menționând, de asemenea, și faptul că soția lui e însărcinată. În timpul detenției Vikernes a cumpărat o fermă în districtul Bø din județul Telemark, iar după eliberare s-a mutat acolo împreună cu familia lui.
Vikernes a continuat cu proiectul Burzum după eliberare. El a lansat alte trei albume de black metal: Belus (2010), Fallen (2011) și Umskiptar (2012) și o compilație de melodii reînregistrate (From the Depths of Darkness). La 27 aprilie 2013, Vikernes a postat o melodie pe canalul său oficial de YouTube, intitulată Back to the Shadows, despre care Vikernes a declarat că este ultima melodie metal lansată de Burzum.
În mai 2013, a lansat un alt album ambiental, numit Sôl austan, Mâni vestan.
În data de 16 iulie 2013, Vikernes și soția sa, cetățean francez, au fost arestați în Corrèze, Franța, sub suspiciunea că ar planifica acte de terorism după ce soția sa a cumpărat patru puști. Ulterior, oficialii au declarat că soția lui Vikernes avea un permis legal de arme de foc pentru a cumpăra puști. Cei doi au fost eliberați ulterior fără taxă, după ce poliția nu a reușit să identifice niciun plan sau țintă terorist. Ulterior, cei doi au fost eliberați fără acuzații, după ce poliția nu a reușit să identifice niciun plan sau ținte teroriste. În schimb, Vikernes a fost acuzat de autoritățile franceze de instigarea la ura rasială împotriva evreilor și musulmanilor. La 8 iulie 2014, Vikernes a fost condamnat pentru instigarea la ura rasială și condamnat la șase luni de probă și o amendă de 8.000 de euro.
În 2013, Vikernes și soția sa au lansat un film numit "ForeBears", bazat pe închinarea la Urs în perioada neanderthalilor, care este, potrivit lui, legat de autism.
În iulie 2012, Varg Vikernes a creat un canal YouTube sub numele de "ThuleanPerspective" (sau Thulêan Perspective). Canalul s-a ocupat cu precădere de interpretarea sa metaforică a mitologiei păgâne europene, a metempsihozei și a opiniilor sale politice.
În iunie 2018, după 27 de ani de existență, Varg a încheiat proiectul Burzum, mărturisind asta pe canalul lui de Youtube.
În iunie 2019, canalul de YouTube al lui Vikernes a fost șters de pe platformă. Acest lucru a coincis cu un anunț de pe YouTube că ar fi mai agresiv în eliminarea conținutului extremist și a discursului de ură care i-a încălcat termenii de serviciu. Vikernes a spus că nu știe exact de ce i-a fost șters canalul. În câteva ore, el a creat un nou canal și a spus că va continua să posteze conținut. Acest canal a fost, de asemenea, șters.
La sfârșitul anului 2019, Vikernes a anunțat pe pagina sa de Twitter că intenționează să lanseze un nou album cu proiectul Burzum, intitulat Thulêan Mysteries. Albumul a fost lansat pe 13 martie 2020.

## Viața personală
Varg locuiește în prezent, în Franța, la o fermă aproape de orașul Paris, împreună cu familia lui. El este căsătorit, din anul 2008, cu regizoarea de film, Marie Cachet, având împreună 6 copii (Tíwar, Éloi, Sôwili, Balður, Bjørn și Maïa), plănuindu-și pe viitor să aibă mai mulți. 
Vikernes este un distribuitor și nu a consumat niciodată alcool sau alte droguri de agrement. De asemenea, el evită utilizarea inutilă a medicamentelor farmaceutice.

## Personalitate

### Anti-creștinism și satanism

Biserica Fantoft după ce a fost incendiată, așa cum apare pe coperta EP-ului Aske al formației Burzum

Vikernes a fost portretizat de mass-media ca fiind satanist în principal datorită incendierilor de biserici care au avut loc la începutul anilor '90, dar și datorită vehementei atitudini anti-creștine omniprezente în muzica sa și în scrierile sale. Într-un interviu din cartea Lords of Chaos Varg explică:
"Nu am fost găsit vinovat de incendierea bisericii Fantoft din Bergen, dar acesta a fost elementul declanșator a ceea ce a urmat. Asta se întâmpla într-o sâmbătă (a șasea zi a săptămânii), în data de 6 iunie (a șasea lună a anului) și toată lumea a asociat acest act cu satanismul. Ceea ce s-a omis e faptul că în data de 6 iunie 793, în insula Lindisfarne de pe coasta Angliei, a avut loc primul raid documentat al vikingilor, raid la care au participat vikingi din Hordaland, județul de unde sunt și eu. Nimeni nu a legat acest eveniment de incendierea bisericii, nimeni!"
Vikernes a declarat în mai multe rânduri că nu este satanist și că el consideră satanismul ca fiind o formă reacționară a creștinismului. El se consideră păgân și acuză creștinismul că a satanizat diverse religii europene pentru a le putea eradica.
"Dacă e să servească unui scop, atunci păgânismul trebuie să fie o ideologie, nu o religie, iar Zeii și Zeițele trebuie percepute ca arhetipuri, și nu ca ființe, de orice fel ar fi ele."

### Afiliere politică și rasism
Vehementa atitudine anti-creștină și interesul pentru mitologia nordică, coroborate cu anumite acțiuni și afirmații, au dus la acuzații de naționalism, rasism și nazism, acuzații pe care Varg nu le infirmă în totalitate.  
Vikernes a fost membru al sucursalei suedeze a organizației de extremă dreaptă Rezistența Arienilor Albi (White Aryan Resistance - WAR), organizație înființată și condusă de un fost Mare Vrăjitor Ku Klux Klan. În 1993 a fost înființat Frontul Păgân Norvegian (Norsk Hedensk Front - NHF), grup extremist neo-nazist care promova supremația albă, rasismul și anti-creștinismul. NHF s-a extins și în alte țări, totalitatea acestor grupuri luând denumirea de Frontul Păgân Pan-Germanic (Allgermanische Heidnische Front - AHF). Vikernes a fost membru al acestor grupuri, speculându-se chiar că ar fi fost liderul NHF. Activitatea lui în cadrul NHF/AHF s-a limitat la scrierea unor articole, deoarece în perioada în care a fost membru era în închisoare. După ce a părăsit NHF/AHF, Vikernes a inventat un nou termen pentru a-și descrie viziunea politico-religioasă, termen pe care el l-a numit odalism. Odalismul îmbină păgânismul, naționalismul tradițional și grija pentru mediul înconjurător într-o ideologie pe care Vikernes o consideră reprezentativă pentru toți europenii și nu numai.

## Cariera muzicală
Informații suplimentare: Burzum
Numele trupei, "Burzum" este inspirat din Lord of the Rings. Burzum în limba neagră din Mordor, înseamnă întuneric.
Burzum este una dintre cele mai reprezentative formații black metal, controversele din jurul lui Vikernes contribuind la notorietatea formației. Personalitatea lui și-a pus amprenta asupra formației al cărei singur membru este. Vikernes este considerat de mulți a fi precursorul sub-genului muzical national socialist black metal (NSBM). Cu toate că versurile din melodiile lui Burzum nu conțin mesaje care să promoveze ideologia nazistă, articolele scrise de Varg constituie fundamentul ideologiei NSBM. Mai mult, Varg și-a exprimat aprecierea pentru formațiile care fac parte din acest gen:
"Nu știu prea multe despre acest subiect, dar ceea ce știu este că aceste formații au curajul să fie diferite și incorecte politic, spre deosebire de alte formații black metal. Cel puțin NSBM are un punct de vedere diferit față de atitudinea "sex, drugs and rock 'n' roll" caracteristică scenei metal."

## Influențe
Vikernes a avut și are în continuare o influență majoră atât asupra black metal-ului, cât și asupra unei multitudini de grupuri și organizații sataniste, păgâne, rasiste, neo-naziste, etc. De-a lungul timpului au existat mai multe încercări de a sintetiza într-o formulă coerentă evenimentele legate de așa numitul Cerc Negru, inclusiv implicarea lui Varg în aceste evenimente. 
Cele mai cunoscute astfel de încercări sunt cartea Lords of Chaos: The Bloody Rise of the Satanic Metal Underground, scrisă de jurnalistul american Michael Moynihan și co-autorul Didrik Søderlind, și filmul documentar Satan Rir Media, regizat de Torstein Grude. Vikernes a criticat vehement cartea, spunând că "vasta majoritate a afirmațiilor din această carte sunt: interpretări greșite, scoase din context, un rezultat al ignoranței, exagerări extreme". Filmul, în schimb, a fost recepționat pozitiv de către Varg; acesta a apreciat faptul că regizorul a reușit să arate cum mass-media norvegiană, în căutare de senzațional, a exagerat activitățile în care erau implicați membrii Cercului Negru și, prin asta, a obținut o mare masă de susținători ai acestei subculturi.  
Influențe punctuale asupra altor incendieri de biserici:
- August 2004 - Novak Majstorovic, chitaristul formației SchwarzReich, a incendiat o biserică din Ascot Vale, Australia[51].

- Februarie 2006 - Kelsey Ray Taylor, Deanna Lynn Mathews și Mark Wishart au incendiat o biserică din Minnedosa, Canada. Incidentul a avut loc în data de 11 februarie, ziua de naștere a lui Vikernes[52].

- Mai 2006 - Kalle Holm, bateristul formației Rotten, a incendiat o biserică din Porvoo, Finlanda[53].

## Discografie
Cu Burzum
Informații suplimentare: Burzum#Discografie
Cu Old Funeral
- Chitară (1989 - 1991); ca Kristian Vikernes
- Devoured Carcass (EP) (1991); chitară (ca "Christian")
- Grim Reaping Norway (Album live); chitară (ca "Vikernes")

Cu Mayhem
- chitară bas (1992 - 1993); ca Count Grishnackh
- De Mysteriis Dom Sathanas (Album de studio) (1994)
- Life Eternal (EP) (2009)
- Cult of Aggression (Video); (2004), chitară bas
- Pure Fucking Mayhem (Video); (2008), chitară bas

Cu Satanel
- Chitară (1991); ca Kristian Vikernes
Cu Uruk-Hai
-Chitară (? - 1990)
A colaborat cu Darkthrone pe albumele de studio Transilvanian Hunger și Panzerfaust (a compus versurile câtorva melodii).